# Maurice Grimaud
Maurice Grimaud (geb. 11. November 1913 in Annonay, Ardèche; gest. 16. Juli 2009 in Paris) war ein französischer Beamter und Pariser Polizeipräfekt. Er war der Polizeipräfekt bzw. Polizeichef der Stadt Paris während der Generalstreiks und der Studentenunruhen im Mai 1968. Es wird ihm zugeschrieben, eine Eskalation der Gewalt und ein Blutvergießen während der Unruhen vermieden zu haben.

## Leben
Grimaud wurde am 11. November 1913 in Annonay in der Ardèche geboren, er studierte ursprünglich Literatur. Er begann seine Karriere im Staatsdienst bei der französischen Kolonialverwaltung Marokkos in Rabat (1936 bis 1943). Später arbeitete er sowohl in Algerien als auch von 1945 bis 1947 in Deutschland (Baden-Baden). Von 1948 bis 1949 war er Berater der Internationalen Flüchtlingsorganisation in Genf, danach bis 1954 wieder in Marokko tätig. Grimaud arbeitete auch als lokaler Gouverneur und Adjutant des damaligen französischen Innenministers François Mitterrand.
1967 trat er die Nachfolge von Maurice Papon als Polizeipräfekt an, d. h. als Chef der Pariser Polizei. Grimaud blieb bis 1971 Polizeichef, bis er von Jacques Lenoir abgelöst wurde.
Ab Mai 1968 kam es in Frankreich zu sozialen Massenereignissen, an denen Studenten und Arbeiter beteiligt waren. Die Proteste begannen zunächst an der Universität von Nanterre, die westlich von Paris liegt, als die Studenten forderten, dass Männer und Frauen sich gegenseitig in den Schlafsälen besuchen dürften. Die Forderungen der Studenten weiteten sich bald aus und stellten im Grunde die gesamte gaullistische Gesellschaft in Frage. Die Proteste eskalierten schnell landesweit, als die französischen Gewerkschaften in Solidarität mit den Studenten in den Streik traten, was 10 Millionen Gewerkschaftsmitglieder dazu veranlasste, einen Generalstreik auszurufen.
Studentische Demonstranten besetzten Gebäude am Pariser Rive Gauche und der Sorbonne. Grimaud wurde zugeschrieben, einen Dialog mit den studentischen Demonstranten begonnen und die Zurückhaltung der Polizei gegenüber den Protesten gefördert zu haben. Der Polizeipräfekt schrieb einen Brief an die Polizei, mit einem Satz, der berühmt geblieben ist: «Frapper un manifestant tombé à terre, c’est se frapper soi-même» („Einen zu Boden gestürzten Demonstranten zu schlagen, das heißt, sich selbst zu schlagen“).
Er hat diese unruhige Zeit in seinem Buch „En mai, fais ce qu'il te plaît“ („Im Mai tue das, was Dir gefällt“) nachgezeichnet, das auf dem von ihm geführten Tagebuch basiert. Als Polizeipräfekt steht er für den hochrangigen Regierungsbeamten, der den republikanischen Werten treu bleibt und die Kontinuität des Staates sicherstellt, ohne sich in den Vordergrund zu drängen.
1971 wurde er zum Generalsekretär der Direction générale de l’aviation civile ernannt. Ab 1975 leitete er die Régie immobilière de la ville de Paris (Wohnungsbau auf Grundstücken, die durch den Abriss alter Festungsanlagen frei wurden). Ab 1981 war in verschiedenen Ministerien für Gaston Defferre tätig. Zum Abschluss seiner Laufbahn war bis 1992 als Delegierter des Médiateur de la République (Ombudsmann) tätig. Maurice Grimaud starb am 16. Juli 2009 in Paris im Alter von 95 Jahren. Er ist auf dem Cimetière du Père-Lachaise begraben.

## Ehrungen und Würdigungen
Maurice Grimaud war Commandeur der Ehrenlegion, Commandeur des Ordre national du Mérite und Komtur des Ordre des Arts et des Lettres. Der Quai du Marché Neuf-Maurice Grimaud auf der Île de la Cité im 4. Arrondissement und eine Straße im 18. Arrondissement wurden nach ihm benannt.
Der Deutsch-Franzose Daniel Cohn-Bendit („Dany le Rouge“), eine der Hauptfiguren der Studentenbewegung in Frankreich (und das französische Pendant zu Rudi Dutschke in Deutschland), würdigte diesen «policier honnête» bei France Info: Grimaud habe eine sehr wichtige Rolle gespielt, weil er versucht habe, der Polizei die Grenzen des polizeilichen Vorgehens zu erklären.

## Publikationen
- En mai, fais ce qu'il te plaît, Stock, 1977, ISBN 978-2-23400-344-6
- La Police malade du pouvoir, Seuil, 1980
- Je ne suis pas né en mai 68 – Souvenirs et carnets 1934–1992, Tallandier, 2007, ISBN 978-2-84734-474-5
- Mai 68, Tempus, 2018 (rééd.), ISBN 978-2-26207-568-2

## Videos
- : Mai 68 vu par Maurice Grimaud. Réalisé dans le cadre de la sortie du hors-série spécial Mai 68 de Liaisons, le magazine de la préfecture de police.
- de Daniel Cohn-Bendit avec le préfet Maurice Grimaud, donnée au Point, mai 2008.